# Bes (satrap)
Bes je bil  pomemben perzijski plemič in satrap Baktrije, ki je po antičnih virih ubil perzijskega vladarja in svojega sorodnika Dareja III. in se kot Artakserks V. razglasil za kralja perzijskega Ahemenidskega cesarstva, *  ni znano, † 329 pr. n. št.

## Življenje
V bitki pri Gavgameli 1. oktobra 331 pr. n. št., v kateri je Aleksander Veliki porazil Dareja III., je Bes poveljeval levemu krilu perzijske vojske, sestavljenemu predvsem  iz vojakov iz njegove satrapije, mobiliziranih pred bitko pri Isu. Obkolitev Aleksandrove vojske, ki jo je načrtoval Darej, je spodletela in Perzijci so po več urah ostrega boja bitko izgubili. Bes je bitko preživel in ostal ob svojem pobeglem kralju in preživel zimo v Ekbatani. Darej je naslednje leto poskušal pobegniti v Baktrijo na vzhodu Perzijskega cesarstva. Bes je v zaroti z drugimi satrapi Dareja odstavil  ga vkoval v zlate verige. Še vedno ni jasno ali so Besa motivirale predvsem osebne ambicije  ali razočaranje nad Darejem kot vladarjem. Dareja je morda nameraval predati Makedoncem in se vdati, vendar je Aleksander sklenil, da bo nadaljeval preganjanje Perzijcev.
Po pisanju v antičnih virih so panični  zarotniki Dareja prebodli s kopji  ga pustili umreti na vozu, kjer ga je kasneje našel makedonski vojak. Babilonska kronika, znana kot BCHP 1, kaže, da se je to zgodilo julija 330 pr. n. št. Kralj nje bi umrl v bližini sodobnega Ahuana v jugovzhodnem Iranu.
Bes se je takoj po Darejevi smrti razglasil za kralja Perzije in privzel ime Artakserks (V.). Njegova samoproglasitev je bila logična, ker je bil satrap Baktrije, imenovan  Mathišta, perzijski plemič in drugi v nasledstveni liniji za perzijski prestol. Ker je bila večina Perzijskega cesarstva takrat že pod Aleksandrovo oblastjo, Bes pa je vladal samo v nezasedenih provincah, ga zgodovinarji praviloma ne uvrščajo med uradne perzijske kralje.

## Ujetništvo in smrt
Bes se je vrnil v Baktrijo in poskušal organizirati odpor v vzhodnih satrapijah. Aleksander je bil leta 329 pr. n. št. prisiljen z vojsko zatreti upor in je preko nebranjenega  Hindukuša vkorakal je v Baktrijo. Ko je požgal polja, je Bes pobegnil na vzhod preko reke Oxus. Njegovi baktrijski konjeniški naborniki niso želeli zapustiti domovine in  so masovno dezertirali. Nekaj Besovih poglavarjev je Besa aretiralo in ga v neki odročni vasi predalo makedonski predhodnici, ki ji je poveljeval general Ptolemej. General je na Aleksandrov ukaz Besa  vklenil v lesen jarem in ga golega postavil na grmado ob cesti, po kateri je korakala glavnina makedonske vojske. Aleksander ge je vprašal, zakaj je ubil Dareja in se še naprej upiral Makedoncem. Bes je odgovoril, da je bil samo eden od več plemičev, ki so soglasno sklenili,  da je treba nesposobnega vlada odstaviti. Aleksander z odgovorom ni bil zadovoljen. Ukazal je, da ga prebičajo in odpeljejo v Balh in nato v Hamadan, kjer mu bodo sodili in ga kaznovali.
Njegov sodelavec v zaroti proti Dareju, satrap Arije Satibaran, se je že prej predal Aleksandru in bil pomiloščen. Satibaran v nasprotju z Besom ni hrepenel po perzijskem prestolu. V Hamadanu je Aleksander ukazal, naj Besu odrežejo nos in ušesa. S takšno kaznijo so v Perziji kaznovali vse, ki so bili vpleteni v zaroto proti kralju in kraljeve morilce. Behistunski napis omenja, da je Darej II. Veliki na podoben način kaznoval uzurpatorja Fraorta Medijskega. 
Antična poročila o načinu Besove usmrtitve so različna. Zgodovinar Kvint Kurcij Ruf pravi, da je bil križan na mestu, kjer je bil ubit Darej. Arijan trdi, da je bil v Ekbatani  mučen in nato obglavljen, Plutarh pa, da je bil po sojenju razčetverjen s štirimi drevesi. Po perzijski navadi so dve drevesi upognili eno proti drugemu do tal in pričvrstili, žrtev privezali med vsa štiri drevesa in nato presekali vezi prvih dveh  dreves. Smrt ni bila takojšnja, ampak podobna smrti na natezalnici.